# Firepower (canción)
«Firepower» es una canción de la banda británica de heavy metal Judas Priest, incluida como la pista inicial del álbum homónimo de 2018. En febrero del mismo se publicó como el segundo sencillo del disco, pero solo en Alemania, como una creación de Sony Music en conjunto con la revista Metal Hammer. Como lado B se incluyó una versión en vivo de «Breaking the Law» registrada en el festival Wacken Open Air de 2015.

## Lista de canciones
| N.º | Título             | Escritor(es)              | Duración |  |
| 1.  | «Firepower»        | Halford, Tipton, Faulkner | 3:27     |  |
| 2.  | «Breaking the Law» | Halford, Tipton, Downing  | 2:47     |  |

## Músicos
- Rob Halford: voz
- Glenn Tipton: guitarra eléctrica
- Richie Faulkner: guitarra eléctrica
- Ian Hill: bajo
- Scott Travis: batería